# Selenops canasta
Selenops canasta là một loài nhện trong họ Selenopidae.
Loài này thuộc chi Selenops. Selenops canasta được G. G. Alayón miêu tả năm 2005.